# Ivan Radeljić
Ivan Radeljić (* 14. September 1980 in Imotski, SFR Jugoslawien) ist ein ehemaliger bosnisch-herzegowinischer Fußballspieler (Innenverteidiger). Radeljić besitzt neben der bosnischen auch die kroatische Staatsbürgerschaft.

## Vereinskarriere
Radeljić kam 2000 von NK Imotski zum kroatischen Spitzenklub Hajduk Split. Nachdem er sich im ersten Jahr in der ersten Mannschaft noch nicht durchsetzen konnte, wurde er für die Saison 2001/02 an HNK Šibenik verliehen. Auch in der darauffolgenden Saison konnte er sich bei Split nicht endgültig durchsetzen und wechselte nach der Saison zu Inter Zaprešić. Abgesehen von einem kurzen Gastspiel in der japanischen J. League bei Cerezo Osaka blieb er bis Dezember 2005 beim nordkroatischen Klub. In der Winterpause der Saison 2005/06 wechselte er von Zaprešić zu NK Slaven Belupo. Mit Belupo wurde er in der Saison 2006/07 kroatischer Vizepokalsieger (0:1 und 1:1 gegen Dinamo Zagreb). Anfang Dezember vermeldete der deutsche Bundesligist Energie Cottbus die Verpflichtung des Innenverteidigers zur Rückrunde der Saison 2007/08. Dort bestritt er 42 Erstliga-Spiele, ehe er im August 2009 zu Gençlerbirliği Ankara wechselte. Seit der Saison 2010/2011 ist er bei Medical Park Antalyaspor unter Vertrag. Im Jahr 2015 endete seine Karriere bei RNK Split in Kroatien.

## Nationalmannschaft
Radeljić wurde erstmals im März 2007 zum EM-Qualifikationsspiel gegen Norwegen in das Aufgebot der Nationalmannschaft Bosnien-Herzegowinas berufen. Er kam in der Partie in der 47. Minute als Einwechselspieler für Safet Nadarević zum Einsatz. Das Länderspiel war zugleich die erste Partie unter Trainer Fuad Muzurović. Bis Anfang Dezember 2007 kam Radeljić auf sechs Einsätze im Nationalteam.